# Kristian Mehringer
Kristian Mehringer (* 3. September 1981) ist ein deutscher Biathlontrainer und früherer Biathlet. Er amtiert seit 2018 als Cheftrainer der deutschen Nationalmannschaft der Frauen.

## Werdegang

### Aktive Karriere
Mehringer war zu Beginn seiner Karriere Bundespolizist, lebte in Ruhpolding und war dort für die Vereine SC Ruhpolding im Winter- und FSG Ruhpolding im Sommerbiathlon aktiv. Er startete 2000 in Hochfilzen erstmals bei Junioren-Weltmeisterschaften und wurde dort 20. des Sprints, Neunter der Verfolgung und gewann gemeinsam mit Fabian Mund, Daniel Graf und Andreas Birnbacher den Titel im Staffelwettbewerb. 2001 gewann er bei der Junioren-WM mit Michael Rösch, Graf und Birnbacher in Chanty-Mansijsk erneut Gold im Staffelrennen und lief im Einzel auf Rang 13, wurde 12. im Sprint und Zehnter des Verfolgers. Zudem gab er 2001 sein Debüt im Junioren-Europacup.
Mehringer konnte in der Folge, auch aufgrund einer Essstörung, den Anschluss an die nationale Spitze nicht herstellen und erhielt keine internationalen Einsätze mehr. Nachdem er seine Sportförderungsstelle bei der Bundespolizei verloren hatte, wechselte er zum Skizug der Bundeswehr, betrieb aber weiterhin Biathlon. Zu Beginn der Saison 2005/06 erhielt er wieder internationale Einsätze und bestritt in Obertilliach seine ersten Rennen im Biathlon-Europacup. Bis zum Ende der Saison 2006/07 nahm er regelmäßig in dieser Wettkampfserie teil und erreichte als bestes Ergebnis einen sechsten Platz im Sprint von Nové Město na Moravě. Nach den Deutschen Meisterschaften im Biathlon 2008, bei denen sein bestes Resultat ein zehnter Platz im Massenstart war, beendete er seine Karriere.
Erfolge erreichte Mehringer auch im Crosslauf-Sommerbiathlon. Bei den ersten Sommerbiathlon-Europameisterschaften 2004 in Clausthal-Zellerfeld gewann er hinter Alexei Scheparow und Alexei Mironow Bronze im Sprint sowie hinter Mironow und Alexei Scheparow in der Verfolgung. Im Mixed-Staffelwettbewerb musste er sich mit Barbara Ertl, Monika Liedtke und Frank Röttgen als Schlussläufer nur der überlegenen russischen Staffel geschlagen geben.

### Trainerlaufbahn
Zur Saison 2009/10 wurde Kristian Mehringer Skitechniker beim Deutschen Skiverband und erhielt dazu eine Sportförderungsstelle bei der Bundeswehr. Nach einem Jahr im IBU-Cup arbeitete er von 2010 bis 2014 im Weltcup. Parallel zur Arbeit als Techniker begann Mehringer eine Laufbahn als Trainer. Er erwarb die notwendigen Trainerlizenzen und betreute im Sommer am Stützpunkt Ruhpolding gemeinsam mit Tobias Reiter den Nachwuchs.
Mehringer konzentrierte sich ab 2014 vollständig auf seine Trainerkarriere und absolvierte das dreijährige Studium zum Diplomtrainer an der Trainerakademie Köln. Er wurde in Ruhpolding verantwortlicher Trainer für den Frauen-Nachwuchs und war in der Saison 2014/15 Landestrainer beim Bayerischen Skiverband. 2015 übernahm er beim Deutschen Skiverband die Betreuung der Juniorinnen-Auswahl.
Im April 2018 wurde Kristian Mehringer als Nachfolger von Gerald Hönig zum Cheftrainer der deutschen Nationalmannschaft der Frauen ernannt. Sein Co-Trainer war zunächst Florian Steirer, bis dieser 2022 durch Sverre Olsbu Røiseland ersetzt wurde. Von den von ihm betreuten Sportlerinnen waren vor allem Denise Herrmann-Wick als Olympiasiegerin 2022 und zweimalige Weltmeisterin (2019 und 2023) sowie Franziska Preuß als Gesamtweltcupsiegerin 2024/25 und Weltmeisterin 2025 erfolgreich. Die deutsche Staffel gewann in seiner Amtszeit bislang vier Medaillen bei Weltmeisterschaften und eine bei den Olympischen Spielen.